# Grande Prêmio dos Estados Unidos de Motovelocidade de 2007
O Grande Prêmio dos Estados Unidos de 2007 foi a décima primeira etapa do mundial de MotoGP de 2007. Aconteceu no final de semana de 20 a 22 de Julho nos 3.602 km de Laguna Seca.

## MotoGP
| Pos | Grid | País      | Piloto           | Moto     | Voltas | Tempo      |
| --- | ---- | --------- | ---------------- | -------- | ------ | ---------- |
| 1   | 1    | Austrália | Casey Stoner     | Ducati   | 32     | 44:20.325s |
| 2   | 3    | Austrália | Chris Vermeulen  | Suzuki   | 32     | +9.865s    |
| 3   | 10   |           | Marco Melandri   | Honda    | 32     | +25.641s   |
| 4   | 5    |           | Valentino Rossi  | Yamaha   | 32     | +30.664s   |
| 5   | 2    |           | Dani Pedrosa     | Honda    | 32     | +35.622s   |
| 6   | 13   |           | Randy de Puniet  | Kawasaki | 32     | +38.306s   |
| 7   | 12   | Austrália | Anthony West     | Kawasaki | 32     | +41.422s   |
| 8   | 11   |           | Makoto Tamada    | Yamaha   | 32     | +42.355s   |
| 9   | 17   |           | Alex Barros      | Ducati   | 32     | +43.520s   |
| 10  | 16   |           | Roger Lee Hayden | Kawasaki | 32     | +43.720s   |
| 11  | 8    |           | Colin Edwards    | Yamaha   | 32     | +47.376s   |
| 12  | 9    |           | Shinya Nakano    | Honda    | 32     | +52.848s   |
| 13  | 14   |           | Sylvain Guintoli | Yamaha   | 32     | +58.410    |
| 14  | 15   |           | Carlos Checa     | Honda    | 32     | +1:15.366  |
| 15  | 7    |           | John Hopkins     | Suzuki   | 30     | +2 voltas  |
| 16  | 20   |           | Chaz Davies      | Ducati   | 29     | +3 voltas  |
| ret | 4    |           | Nicky Hayden     | Honda    | 22     |            |
| ret | 19   | Canadá    | Miguel Duhamel   | Honda    | 10     |            |
| ret | 18   |           | Kurtis Roberts   | KR       | 5      |            |
| ret | 6    |           | Loris Capirossi  | Ducati   | 3      |            |